# Georg Tintner
Georg Tintner est un chef d'orchestre autrichien d'origine juive, naturalisé néo-zélandais en 1946, né le 22 mai 1917 à Vienne (Autriche) et mort le 2 octobre 1999 à Halifax (Canada).

## Biographie
Tintner apprend la musique dans la capitale autrichienne, où il est tout à la fois marqué par le « son viennois » caractéristique de l'Orchestre philharmonique et par la redécouverte alors en plein cours des versions originales des symphonies d’Anton Bruckner, dont il deviendra par la suite l'un des interprètes les plus personnels. Tintner étudie notamment auprès de Felix Weingartner et de Joseph Marx. Au moment de l’Anschluss, il doit cependant quitter son pays. Réfugié en Nouvelle-Zélande, il y mène pendant près de dix ans une existence discrète, proche de la marginalité, et ne se met à diriger des orchestres symphoniques qu’à la fin des années 1940, en commençant par celui d’Auckland. Tintner devient rapidement le spécialiste le plus demandé de la musique romantique austro-allemande dans les pays du Commonwealth, dirigeant les principaux orchestres de sa nouvelle patrie, de l'Australie, du Canada, mais aussi de l'Écosse et de l'Irlande. Le niveau général de ces formations étant très en dessous de celui avec lequel il avait été familiarisé dans sa jeunesse, Tintner doit leur enseigner tout un bagage technique comme la conduite « viennoise » de l’archet, réalisant en cela un travail identique à celui de Bruno Walter avec l'Orchestre symphonique Columbia.
Installé au Canada depuis 1987, Tintner a lutté contre le cancer depuis 1993 jusqu'à son suicide par défenestration en 1999. Il avait été nommé membre de l’Ordre du Canada en 1998.

## Discographie
Il a gravé une remarquable intégrale des symphonies d'Anton Bruckner avec l'Orchestre symphonique de la radio-télévision irlandaise, l'Orchestre national royal d'Écosse et l'Orchestre symphonique de Nouvelle-Zélande pour la firme Naxos, et aussi rédigé les livrets de présentation - en allemand et en anglais. Outre la première version des symphonies n° 1, 2, 3 et 8, cette intégrale comporte les symphonies non numérotées en fa mineur et en ré mineur, l'Adagio de 1876 et le Volksfest Finale de 1878.